# Erismadelphus
Erismadelphus  es un género de plantas con flor de  la familia Vochysiaceae. Comprende dos especies.

## Especiesaceptadas
A continuación se brinda un listado de las especies del género Erismadelphus aceptadas hasta octubre de 2011, ordenadas alfabéticamente. Para cada una se indica el nombre binomial seguido del autor, abreviado según las convenciones y usos.
- Erismadelphus exsul
- Erismadelphus sessilis